# Biriucz
Biriucz (ros. Бирюч) – miasto w Rosji, w obwodzie biełgorodzkim, na lewym brzegu rzeki Tichaja Sosna, ośrodek administracyjny rejonu krasnogwardiejskiego i osiedla miejskiego „Gorod Biriucz”.
W 2015 roku miasto liczyło 7269 mieszkańców.